# Cementownia Odra
Cementownia „Odra” S.A. – cementownia mieszcząca się w Opolu-Zakrzowie, wybudowana w 1911 roku.

## Historia
Cementownia Odra powstała w 1911 roku pod nazwą Opole-Port na terenach fabryki cementu składającej się z trzech zakładów wyposażonych w piece szybowe. Początkowo piece obrotowe posiadały wydajność dobową 250 ton, jednak z czasem roczna produkcja zaczęła wynosić w granicach 250 tysięcy ton cementu. W latach 1948–1951 odbudowywano Cementownię Odra zniszczoną w wyniku działań wojennych. Była w tamtym okresie największą inwestycją przemysłu cementowego w Polsce. Modernizacja cementowni była realizowana w latach 1954–1956. W 1975 roku Cementownia Odra osiągnęła szczytową produkcję cementu na skalę 895 tysięcy ton.
W 1992 roku Cementownia Odra została przekształcona w jednoosobową spółkę akcyjną Skarbu Państwa Cementownia „Odra” S.A., a rok później w ramach rządowego programu prywatyzacji przemysłu cementowego pakiet kontrolny akcji nabyła Firma Miebach Projektgesellschaft GmbH z Dortmundu, która zobowiązała się do modernizacji Cementowni. W grudniu 1999 roku została przebudowana linia technologiczna razem z towarzyszącymi obiektami, następnie przekazana do eksploatacji ciągłej. Dzięki obniżce jednostkowego zużycia ciepła na wypalanie klinkieru, emisji gazów energii elektrycznej Cementownia stała się zakładem przyjaznym dla środowiska.

## Wyróżnienia i nagrody
- 2005 – Srebrny Laur Umiejętności i Kompetencji w kategorii Inwestycja Zagraniczna w Polsce
- 2006 – Opolska Nagroda Jakości
- 2008 – Opolska Marka 2008
- 2009 – Złoty Laur Umiejętności i Kompetencji w kategorii inwestycja zagraniczna w Polsce
- 2009 – Gazela Biznesu 2009
- 2009 – Opolska Nagroda Jakości – Prezes Zarządu Andrzej Rybarczyk finalistą konkursu Znakomity Przywódca
- 2009 – Platynowy Laur Umiejętności i Kompetencji dla Prezesa Zarządu Andrzeja Rybarczyka
- 2010 – Europejski Standard 2010 według Dziennika Rzeczpospolita[2]

## Literatura
- Ryszard Emmerling, Urszula Zajączkowska: Opole. Stolica Województwa Opolskiego, Schlesischer Verlag ADAN, Opole 2003, ISBN 83-915371-3-7